# 睦月影郎
睦月 影郎（むつき かげろう、1956年1月2日 - ）は、日本の小説家、官能小説家、漫画家。本名は奈良谷隆（ならや たかし）。日本文芸家クラブ副会長。
平成26年、東久邇宮文化褒章受賞。

## 概要
神奈川県横須賀市出身。神奈川県立三崎高等学校卒業。日本文芸家クラブ副会長、日本出版美術家連盟会員、日本漫画家協会会員。作家生活は38年になり、著書は560冊を突破（2019年1月現在）。
ケイブンシャのグリーンドア文庫では黒崎竜（くろさき りゅう）のペンネームを併用して、官能小説を執筆していた。ケイブンシャの倒産によりグリーンドア文庫が消滅したため、これ以降黒崎名義の作品は発表していない。
熟女物からロリータ系まで幅広くこなし、ジャンルも正統派～歴史ものまで非常に多彩な作風である。視覚、聴覚だけではなく、味覚や嗅覚に関する描写を特徴とし、「フェティック」と自ら名づける。また、「睦月影郎」名義ではレイプものを書かない（行為後に事後同意を得るケースはある）こととしている。
後輩作家のイベントに変装して出向くこともあるが、特徴的な外見（顔や体型）をしているためすぐに気づかれてしまうことが多い。
官能小説家としては、マドンナメイト（二見書房）、グリーンドア文庫（勁文社、倒産消滅）に旺盛な書下ろしを提供してきたが、自伝的エッセイ『哀しき性的少年』や、夢野久作を主人公とする短編集、ビニ本の研究などの特異な著作もあり、タイムトラベル時代物官能小説として2004年から「かがり淫法帖」シリーズ（廣済堂文庫）、「密猟人朧十三郎」シリーズ（学研M文庫）、「淫導師・流一朗太」シリーズ（コスミック・時代文庫）があり、2008年には「さやか淫法帖」シリーズ（廣済堂文庫）が始まっている。    
奈良谷 隆名義では戦記ものやアクション小説を書いている。また、ならやたかし（かな表記）名義でマンガやイラストを描く。代表的なマンガ作品に、「ケンペーくん」などがある。
愛猫家であり、『ケンペーくんの鬼畜天誅記』では一章を割いて猫の可愛さを論じている。動物愛護協会の会員でもある。
『追憶の真夜中日記』は、24年間にわたる射精の記録で、ここで、佐川一政と友人だったがのち絶交したことや、同業者の藍川京、霊能者の稗田おんまゆらなどをオナニーのネタにしていたこと、30代後半以後の人妻などとの数多くの女性との時に変態的なセックスの記録が克明に記されている。
2020年、「日刊ゲンダイ」に、「官能小説家はボケ知らず」を連載していた。

## 官能小説以外の著作
- 哀しき性的少年 ある官能作家の告白 二見書房 1998
- 夢幻魔境の怪人 夢野久作猟奇譚 イースト・プレス 2000
- 懐かしのビニ本集(幻の性資料 第16巻) イースト・プレス 2001
- 知ってるようで知らない古事記 日本の神話を読みなおす イースト・プレス 2001
- Ｇのカンバス 集英社 2002
- 追憶の真夜中日記 24年間の記録 マドンナメイト　2005（射精の記録）
- 女性はみんな女神サマ エロチカル・エッセイ　双葉文庫 2005
- 欲情の文法 星海社新書 2012
- テレビに夢中だった! 双葉新書 2014

## テレビ出演
- 北野富士オヤジさんいらっしゃ～い（1996年）フジテレビ
- 尿意の鉄人 (撮影:2000年10月21日) パラダイステレビ [5]
- ｢負け犬勝ち犬ＫＯＺＹ’ＳＮＩＧＨＴ｣　官能小説番付（2011年12月）　テレビ東京
- ｢月曜から夜ふかし｣　〇〇の●●を調査した件（2018年9月25日）　日本テレビ
- ｢じっくり聞いタロウ〜スター近況（秘）報告〜｣　“官能小説界”のレジェンド「50歳過ぎて急にモテ始めた」 夜の生活も充実のモテテク（2021年6月10日）　テレビ東京